# 李蔼 (唐朝宗室)
李蔼（7世纪？—688年），唐朝宗室。唐代鲁王李靈夔次子。封范阳郡王，历官右散骑常侍。工書法。
688年，越王李貞起兵反抗武則天，事泄，李靈夔被捕。李靈夔被流放振州、自殺。琅琊王李冲、越王李贞起兵被迅速镇压。
李蔼察知越王李贞必将失败，告发李贞的阴谋而免死，任右散骑常侍，但后来还是被酷吏杀害。武則天改李靈夔、李贞為虺氏。神龙初年，李灵夔父子恢复生前爵位，并还复李姓。子李道堅嗣鲁王。